# Arthur C. Brooks

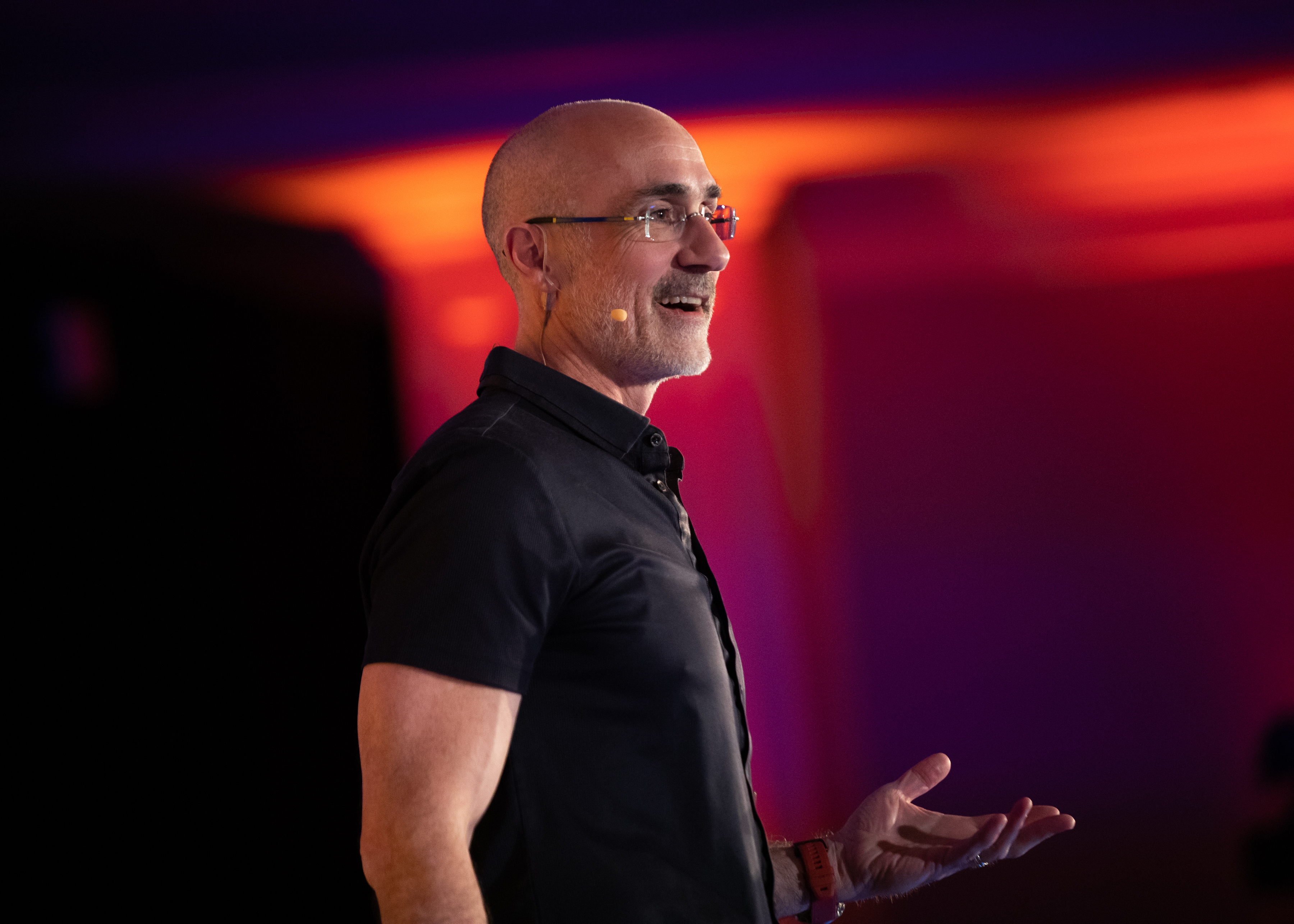
Brooks a la conferència "A la recerca de la felicitat" del 2022 de The Atlantic

Arthur C. Brooks   (Spokane, 21 de maig de 1964) és un autor, orador públic i acadèmic nord-americà. Des del 2019, Brooks exerceix com a professor Parker Gilbert Montgomery de la pràctica de lideratge públic i sense ànim de lucre a la Harvard Kennedy School i a la Harvard Business School com a professor de pràctica de gestió i professor de professorat. Anteriorment, Brooks va exercir com a 11è president de l'American Enterprise Institute. És autor de tretze llibres, entre els quals Build the Life You Want: The Art and Science of Getting Happier amb la coautora Oprah Winfrey (2023), Més i Més Forts (2022) (edició en català), entre d'altres. Des del 2020, ha escrit la columna Com construir una vida de l'Atlàntic sobre la felicitat. Brooks està involucrat amb l'Opus Dei.

## Infància i educació
Brooks va néixer el 21 de maig de 1964 a Spokane, Washington, fill de David C. Brooks, un professor de matemàtiques, i Jacqueline Brooks, una artista. Quan era molt jove, la seva família es va traslladar a Seattle, on va passar la seva infantesa.
Brooks va estudiar a l'Institut de les Arts de Califòrnia, però després de ser posat en període de prova acadèmica en els seus primers anys i de declinar una oferta per traslladar-se al Curtis Institute of Music, va marxar per ser un cornista francès professional a principis dels trenta anys, gran part amb l'Orquestra Ciutat de Barcelona.
Brooks va tornar a l'escola a finals dels seus vint anys per obtenir una llicenciatura en economia, a través de l'aprenentatge a distància, del Thomas Edison State College, mentre continuava la seva feina com a músic professional. Després va obtenir un màster en economia a la Florida Atlantic University mentre treballava a temps complet. 
El 1998, Brooks va obtenir el seu M.Phil. i Ph.D. en anàlisi de polítiques públiques de la RAND Graduate School de Santa Monica, Califòrnia, mentre treballava a la RAND Corporation com a analista d'investigació d'operacions militars per al Project Air Force.

## Carrera

### Universitat Estatal de Geòrgia i Universitat de Syracuse
Brooks va començar la seva carrera acadèmica el 1998 a la Universitat Estatal de Geòrgia com a professor ajudant d'administració pública i economia. Del 2001 al 2008, va ensenyar a la Universitat de Syracuse, on va ser nomenat professor titular el 2006, i va ser nomenat professor Louis A. Bantle de Política empresarial i governamental el 2007. Va tenir una cita conjunta a la Maxwell School of Citizenship and Public Affairs ia la Martin J. Whitman School of Management. Durant el seu mandat a Syracuse, Brooks va publicar més de 60 articles revisats per parells i quatre llibres.

### Institut Americà d'Empresa
Del 2009 al 2019, Brooks va exercir com a 11è president i Beth and Ravenel Curry Scholar en Free Enterprise per a l'American Enterprise Institute (AEI). El 2018, va anunciar la seva dimissió d'AEI, escrivint en un article d'opinions del Wall Street Journal que "les empreses socials en general prosperen millor quan els directors executius no s'hi queden molt més d'una dècada, perquè és important actualitzar la visió de l'organització periòdicament i evitar associar-se únicament amb una persona".

### Universitat Harvard
Des del 2019, Brooks és professor a la Harvard Business School i a la Harvard Kennedy School, on dirigeix el Laboratori de Lideratge i Felicitat del Center for Public Leadership. La seva classe "Lideratge i felicitat" a la Harvard Business School ha guanyat una immensa popularitat i atenció a la premsa. També ha estat membre sènior de l'Abigail Adams Institute.

## Llibres publicats i recerca
El setembre de 2023, Brooks, juntament amb la coautora Oprah Winfrey, van publicar Build the Life You Want: The Art and Science of Getting Happier, que va debutar al número 1 de la llista de best-sellers del New York Times.

### Més i Més Forts
El febrer de 2022, Brooks va publicar From Strength to Strength: Finding Happiness, Success, and Deep Purpose in the Second Half of Life. Aquest llibre s'ha traduït al català com a Més i Més Forts. Les idees de Brooks sobre la investigació de la felicitat sobre professionals de l'envelliment es van presentar per primera vegada al públic en un article de l'Atlàntic del 2019, "El teu declivi professional arriba (molt) més aviat del que penses". From Strength to Strength va debutar al número 1 de la llista de best-sellers del New York Times, on va romandre durant diversos mesos. Va rebre una atenció generalitzada, inclosa d'Oprah Winfrey, que va recomanar el llibre, i va ser avalat pel Dalai Lama.

### Investigació de la felicitat
Brooks va intensificar el seu estudi sobre la felicitat després de deixar l'AEI i incorporar-se a Harvard, on impartia classes sobre el tema. A més, escrivia setmanalment a The Atlantic i va iniciar podcasts com The Art of Happiness, centrats en la felicitat.

### Estima els teus enemics
El 2019, Brooks va publicar Love Your Enemies: How Decent People Can Save America from the Culture of Contempt, un llibre que presenta un antídot a la cultura política tòxica que va observar als Estats Units, especialment després de les eleccions del 2016. Basant-se en la investigació del comportament, la filosofia antiga i la seva experiència com a president de l'AEI, Brooks defensa la importància de fomentar una cultura d'amor i desacord respectuós per avançar políticament i econòmicament. L'obra va ser un èxit de vendes a nivell nacional i va ser inclosa a la llista de "Top Books of 2019" de Politico.

### La persecució
Brooks va ser el tema del documental del 2019 The Pursuit. Aquesta pel·lícula segueix a Brooks arreu del món mentre busca respostes als problemes de la pobresa global.

## Premis i reconeixements
Brooks ha estat guardonat amb doctorats honoris causa del Providence College el 2024 , la Catholic University of America el 2023, el Saint Thomas Aquinas College el 2020, la Brigham Young University el 2019, el Claremont McKenna College el 2019, el Hampden-Sydney College el 2018, la Universitat Maria 2, 5082 i la Universitat de Jacksonville el 2018. Thomas Edison State College el 2013. 

## Vida personal
Brooks està casat amb Ester Munt-Brooks, nascuda a Barcelona. Tenen tres fills adults, dues joves i dos néts. Viuen a Massachusetts.

## Filmografia
- The Pursuit (2019)